# David Ochieng
David Ochieng, född 7 oktober 1992 i Nairobi, är en kenyansk fotbollsspelare som spelar för Al-Ansar.

## Karriär
Den 12 januari 2018 värvades Ochieng av Brommapojkarna, där han skrev på ett treårskontrakt. Ochieng gjorde allsvensk debut den 19 april 2018 i en 2–0-förlust mot IF Elfsborg.
I mars 2019 värvades Ochieng av kenyanska AFC Leopards på ett korttidskontrakt. I juli 2019 gick han till saudiska Al-Ansar.